# Anthropogogie
L’anthropogogie est une méthode pour l'enseignement donné aux adultes, pour l'éducation des adultes. Le mot anthropogogie est construit comme  pédagogie.
Le terme d'andragogie est plus souvent employé mais contestable dans son étymologie. En effet, le terme « andragogie » est peu approprié puisqu’il renvoie à l’homme, au mâle (andros) par opposition à la femme. Le vocable « pédagogie » n’est pas beaucoup plus adéquat puisqu’il fait référence à l’éducation des enfants (pais, paidos, « enfant, jeune garçon » et agein, « conduire »). Le terme d’anthropogogie serait meilleur, puisqu’il envisage tout le genre humain (anthrôpos).